# Pierre Gardette
Pour les articles homonymes, voir Gardette.
Pierre Gardette, né le 13 juin 1906 à Tarare et mort le 22 juillet 1973 à Lyon, est un homme d'Église et dialectologue français, membre de l'Académie des sciences, belles-lettres et arts de Lyon.

## Biographie
Pierre Gardette nait le 13 juin 1906 à Tarare. Il est le fils de Claudius Gardette, un notaire, et de Marie-Louise Girard.
Il commence ses études secondaires à Oullins avant d’entreprendre conjointement des études de théologie et de lettres classiques. Il est ordonné prêtre en 1929. L’année suivante, il donne des cours de philologie romane à la faculté catholique des lettres de Lyon. Il y devient professeur à la suite de l’obtention de son doctorat en lettres classiques en 1942. En 1945, il devient protonotaire des facultés catholiques de Lyon.
En 1953, il devient directeur de la Revue de linguistique romane. Il travaille également au CNRS comme directeur de recherche à partir de 1962.
Il meurt à Lyon le 22 juillet 1973 et est inhumé au cimetière de Tarare.

### Sociétés savantes
Il est fait membre de la société historique archéologique et littéraire de Lyon à partir de 1954. Par ailleurs, il en est le président en 1961 et en 1962.
Il est élu membre de l’Académie des sciences, belles-lettres et arts de Lyon le 6 décembre 1955. Plusieurs de ses communications faites à l’Académie portent sur son sujet d’étude, la linguistique : Le vocabulaire Latin de Lugdunum (1962), Portraits de la langue française (1963), le structuralisme en linguistique (1969) etc.

## Publications
- Lou poème daoü païsan, Mâcon : Protat, 1938. 126 p.
- Atlas Linguistique des Terres Froides, Lyon : Camus 1935, 415 p.
- Atlas Ethnographique du Lyonnais, 5 vol., Lyon : Institut de linguistique romane catholiques, 1950-1976.
- Études de géographie linguistique, Paris : Klincksieck, 1983, 830 p.